# ناحیه یونگدو

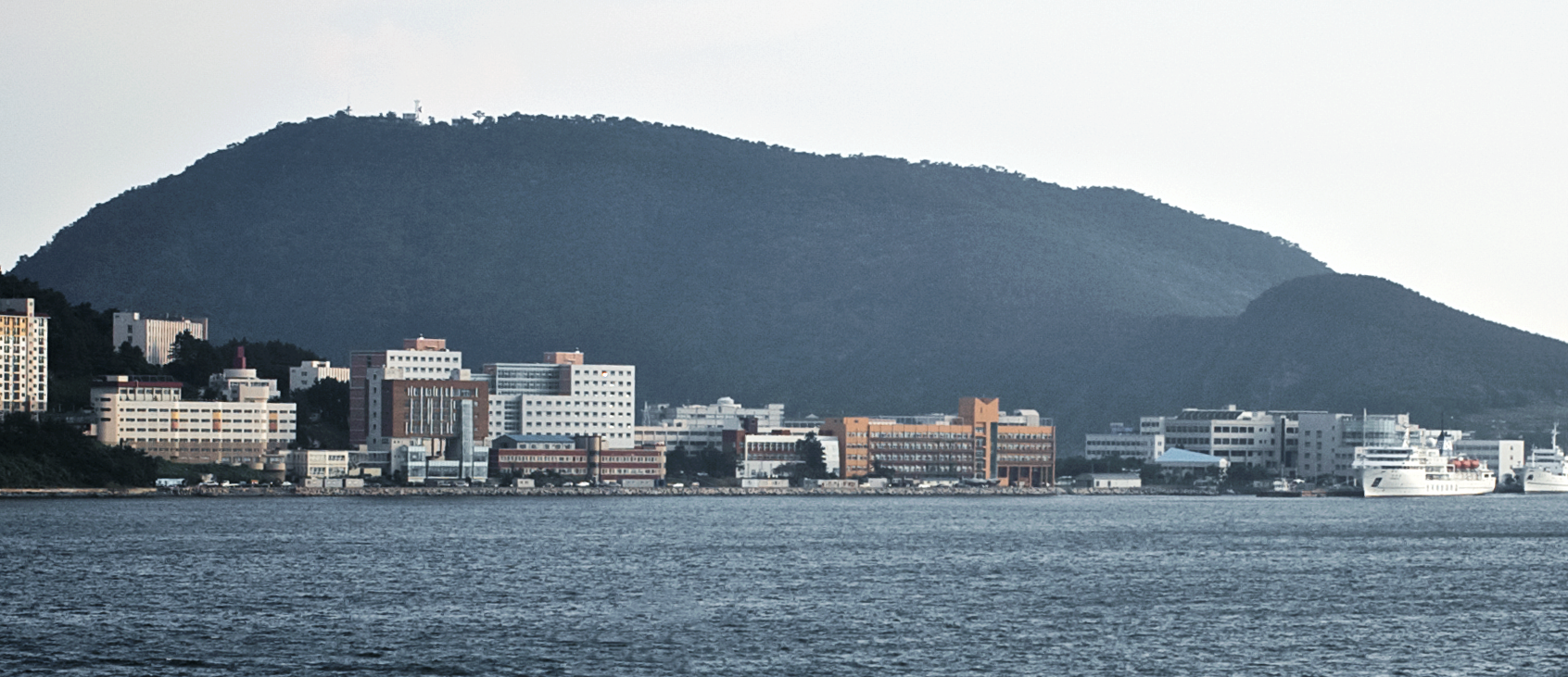

ناحیه یونگ‌دو (انگلیسی: Yeongdo District)(یونگ‌دو گو) یک ناحیه (گو) در بوسان، کره جنوبی است. موزه ملی دریانوردی کره جنوبی در این ناحیه قرار دارد.

## خواهرخوانده
- لو وان، چین
- ماریکینا، فیلیپین

## منظره شهر

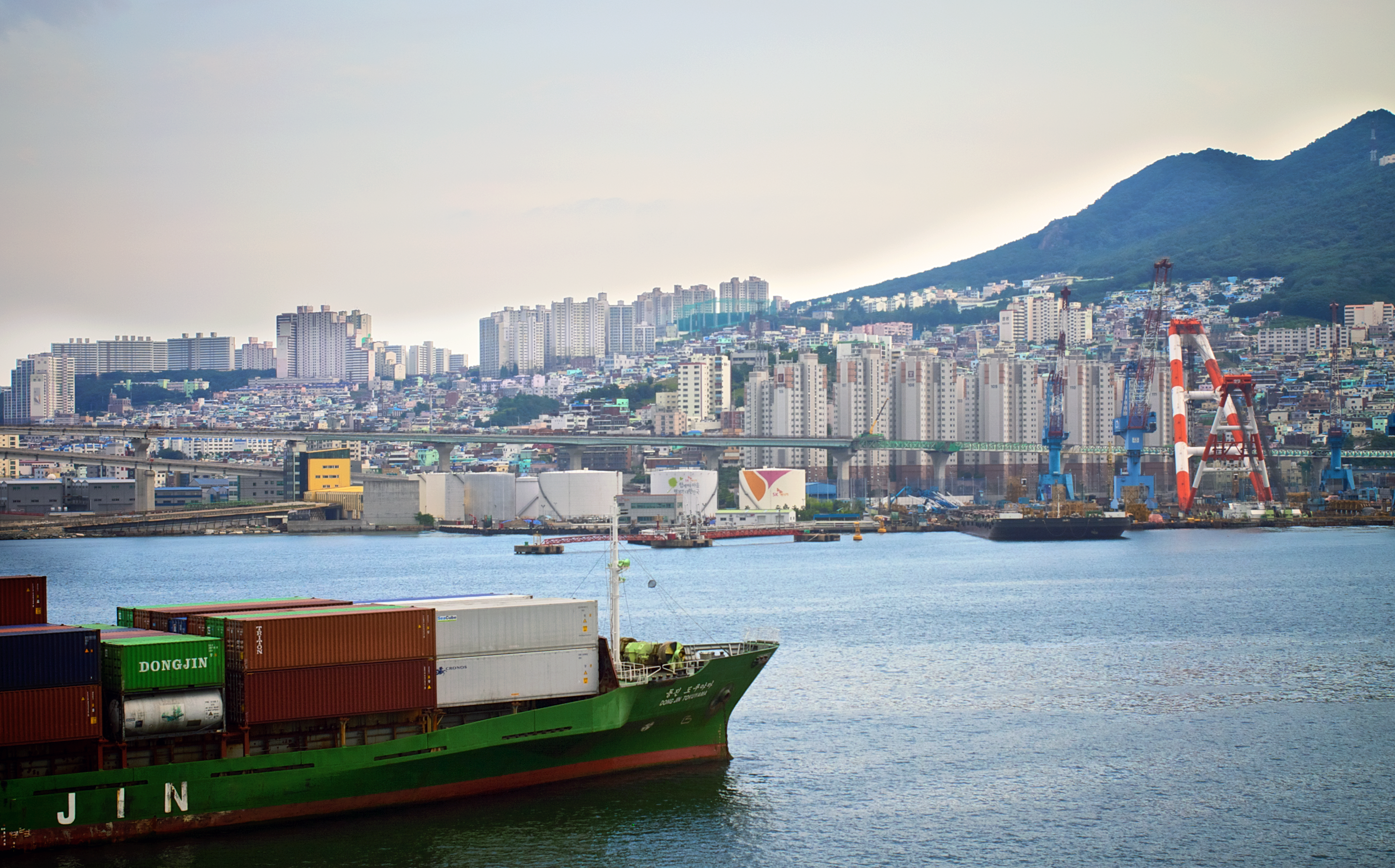
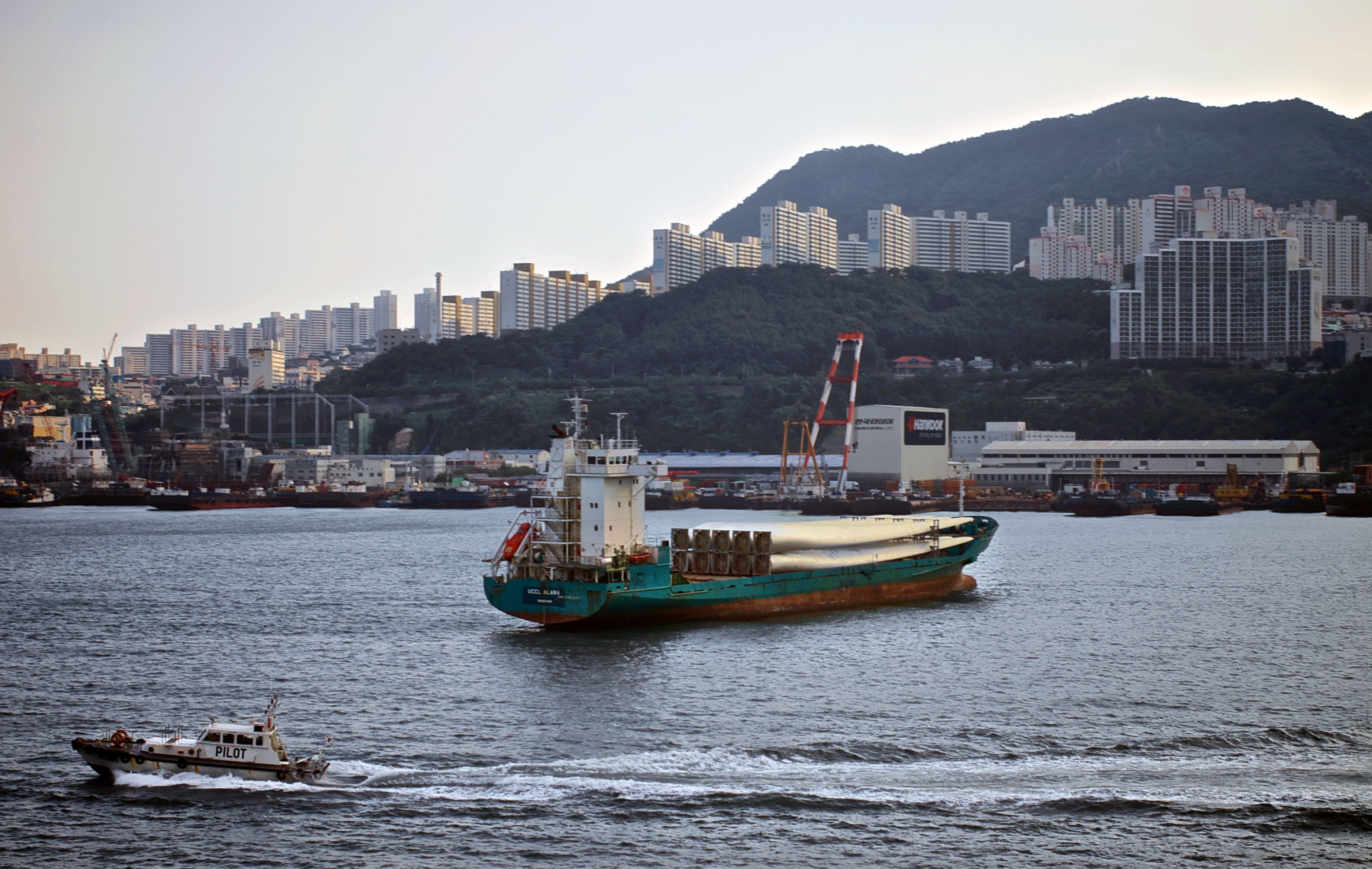
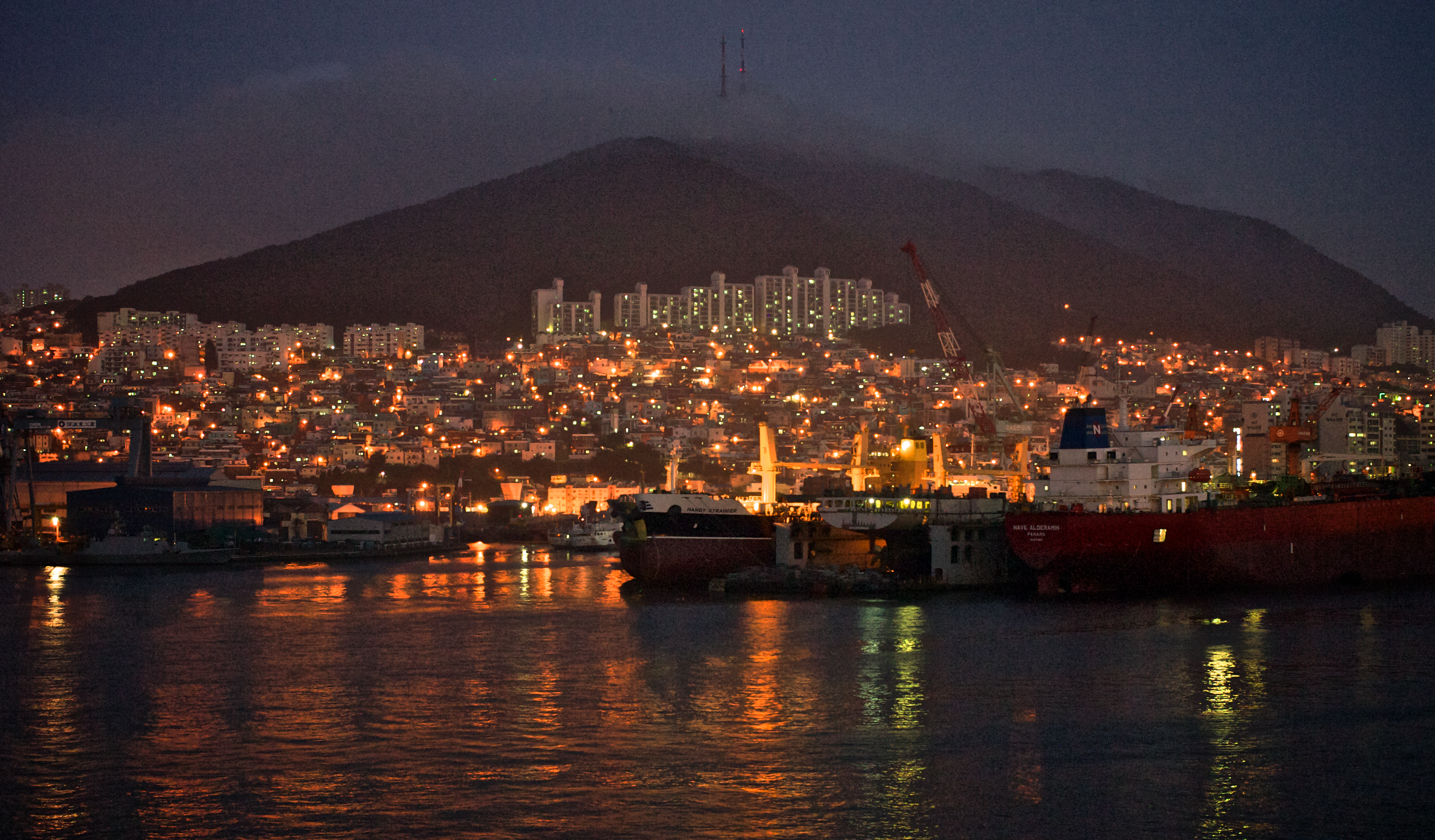
یونگدو در شب
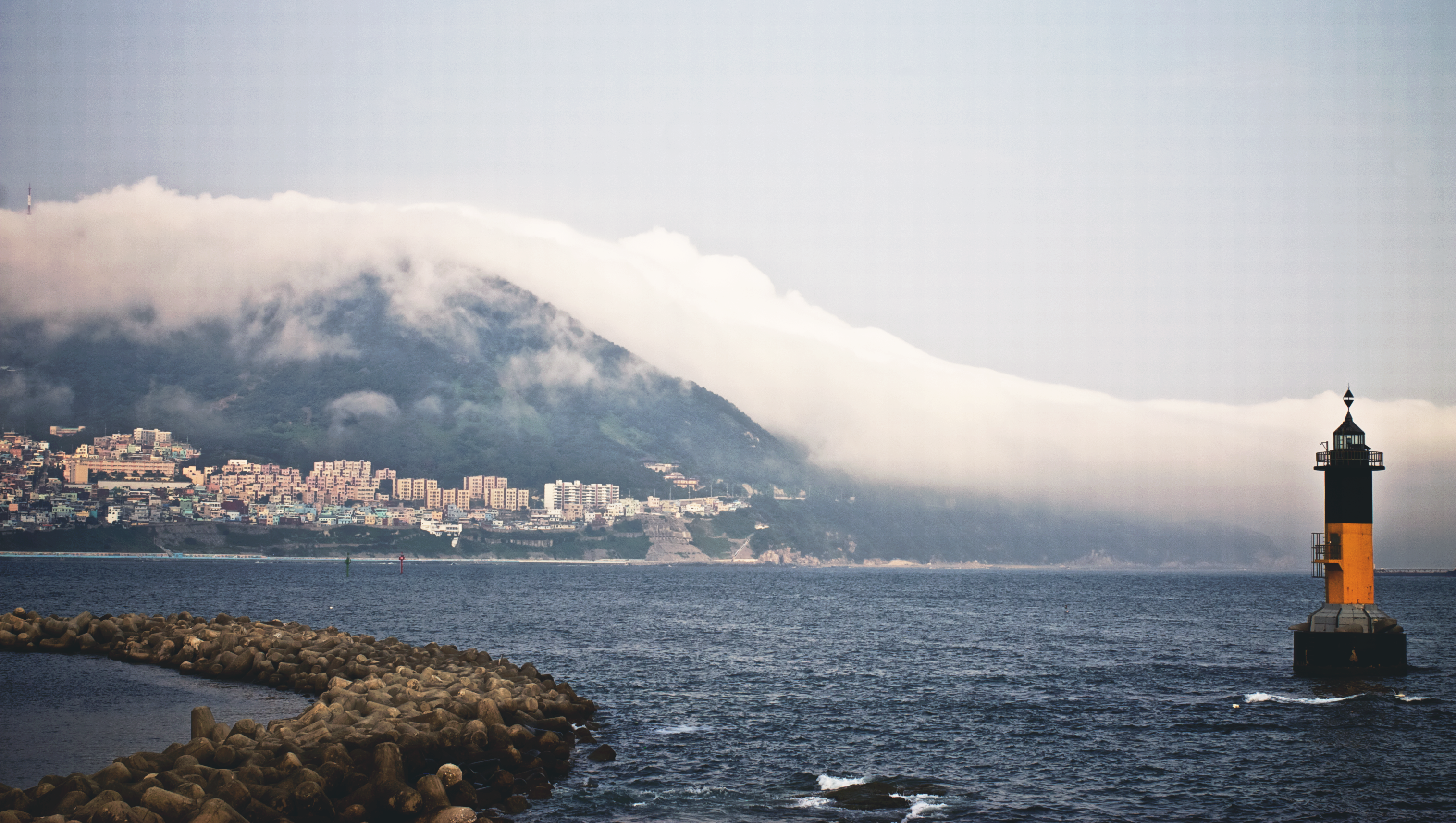
سمت غربی یونگدو